# 泰罗拟隆胎鳚
泰羅擬隆胎鳚（學名：Emblemariopsis tayrona），為輻鰭魚綱鳚形目煙管鳚科擬隆胎鳚屬的一種，分布於中西大西洋哥倫比亞、委內瑞拉、千里達及托巴哥海域，深度0至20公尺，本魚體延長，頭短而鈍，無刺，鼻子有一對光滑的骨脊，眼上方有1個短觸鬚，口腔頂部中央有1排7-8顆牙齒，無側線、無鱗片，背鰭硬棘19-21枚、背鰭軟條10-13枚、臀鰭硬棘2枚、臀鰭軟條19-21枚，雄魚頭部為黑色，背鰭前端基部白色，中心黑色，外圈紅色帶上下邊緣為白色，背鰭棘狀中心淡紅色，有黑色斑點，頭部下部及鰓蓋部顏色較淺，有一系列黑白條紋。雌魚前背棘長，有白色和黑色條紋，尖端為紅色，頭部下部有深色斑點，背鰭和臀鰭有深色射線和白色斑點，體長可達3.1公分，棲息在珊瑚礁及岩礁海域，通常躲在空藤壺或管蟲巢穴內，以浮游動物為食，雌魚產附著性卵，由雄魚守護魚卵，生活習性不明。